# Olympische Winterspiele 2014/Teilnehmer (Russland)
| Gelbes Symbol für Goldmedaillen mit stilisierten Olympischen Ringen | Graues Symbol für Silbermedaillen mit stilisierten Olympischen Ringen | Braundes Symbol für Bronzemedaillen mit stilisierten Olympischen Ringen |
| ------------------------------------------------------------------- | --------------------------------------------------------------------- | ----------------------------------------------------------------------- |
| 11                                                                  | 9                                                                     | 9                                                                       |

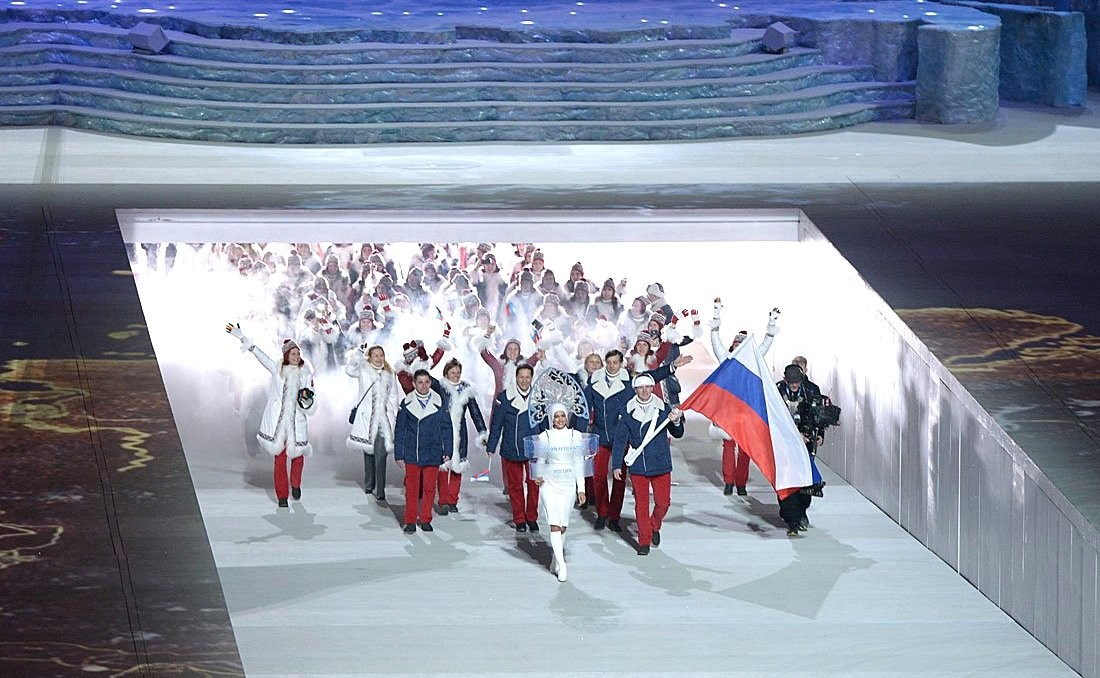
Die russische Mannschaft beim Einmarsch ins Stadion während der Eröffnungsfeier

Russland nahm als Gastgeber an den Olympischen Winterspielen 2014 in Sotschi mit 223 Athleten in allen 15 Sportarten teil. Dies war die bis dato größte russische Delegation bei Olympischen Winterspielen.

## Sportarten

### Biathlon
Die ursprünglich nominierte Irina Starych wurde vor den Spielen bei einer Dopingprobe positiv getestet, woraufhin sie ihre Teilnahme absagte.
| Frauen - Jekaterina Glasyrina - Jana Romanowa - Jekaterina Schumilowa - Olga Podtschufarowa - Olga Wiluchina - Olga Saizewa | Männer - Jewgeni Garanitschew - 10 km Sprint: 27. Platz - Alexander Loginow - Dmitri Malyschko - 10 km Sprint: 28. Platz - Anton Schipulin - 10 km Sprint: 4. Platz - Alexei Wolkow - Jewgeni Ustjugow - 10 km Sprint: 16. Platz |

### Bob
| Frauen (Zweierbob) - Olga Stulnewa & - Ljudmila Udobkina 9. Platz - Nadeschda Sergejewa & - Nadeschda Palejewa 16. Platz | Männer - Alexander Subkow Zweierbob: disqualifiziert Viererbob: disqualifiziert - Alexei Wojewoda Zweierbob: disqualifiziert Viererbob: disqualifiziert - Dmitri Trunenkow Viererbob: disqualifiziert - Alexei Negodailo Viererbob: disqualifiziert | Männer - Alexander Kasjanow Zweierbob: 4. Platz Viererbob: 4. Platz - Maxim Belugin Zweierbob: 4. Platz Viererbob: 4. Platz - Ilwir Chusin Viererbob: 4. Platz - Alexei Puschkarjow Viererbob: 4. Platz | Männer - Nikita Sacharow Viererbob: 15. Platz - Maxim Mokroussow Viererbob: 15. Platz - Pjotr Moissejew Viererbob: 15. Platz - Nikolai Chrenkow Viererbob: 15. Platz |

### Curling
| Frauen - Anna Sidorowa (Skip) - Margarita Fomina - Alexandra Saitowa - Jekaterina Galkina - Nkeiruka Jesech | Männer - Alexei Stukalski - Jewgeni Archipow - Andrei Drosdow (Skip) - Pjotr Dron - Alexander Kosyrew |

### Eishockey
Frauen
| Torhüterinnen: - Julija Leskina (Spartak-Merkuri Jekaterinburg) - Anna Prugowa (Tornado Moskowskaja Oblast) - Anna Winogradowa (Fakel Tscheljabinsk) Verteidigerinnen: - Aljona Chomitsch (Agidel Ufa) - Inna Djubanok (Agidel Ufa) - Angelina Gontscharenko (Agidel Ufa) - Alexandra Kapustina (SKIF Nischni Nowgorod) - Anna Schibanowa (Agidel Ufa) - Anna Schtschukina (Tornado Moskowskaja Oblast) - Swetlana Tkatschowa (Tornado Moskowskaja Oblast) | Stürmerinnen: - Tatjana Burina (Tornado Moskowskaja Oblast) - Jelena Dergatschowa (Agidel Ufa) - Ija Gawrilowa (Tornado Moskowskaja Oblast) - Jekaterina Lebedewa (Fakel Tscheljabinsk) - Jekaterina Paschkewitsch (Agidel Ufa) - Anna Schochina (Tornado Moskowskaja Oblast) - Galina Skiba (Tornado Moskowskaja Oblast) - Jekaterina Smolenzewa (Tornado Moskowskaja Oblast) - Jekaterina Smolina (Tornado Moskowskaja Oblast) - Olga Sossina (SKIF Nischni Nowgorod) - Alexandra Wafina (Fakel Tscheljabinsk) |

Männer
| Torhüter: - Sergei Bobrowski ( Columbus Blue Jackets) - Alexander Jerjomenko (HK Dynamo Moskau) - Semjon Warlamow ( Colorado Avalanche) Verteidiger: - Anton Below ( Edmonton Oilers) - Alexei Jemelin ( Canadiens de Montréal) - Andrei Markow ( Canadiens de Montréal) - Jewgeni Medwedew (Ak Bars Kasan) - Nikita Nikitin ( Columbus Blue Jackets) - Ilja Nikulin (Ak Bars Kasan) - Fjodor Tjutin ( Columbus Blue Jackets) - Wjatscheslaw Woinow ( Los Angeles Kings) | Stürmer: - Artjom Anissimow ( Columbus Blue Jackets) - Pawel Dazjuk ( Detroit Red Wings) - Ilja Kowaltschuk (SKA Sankt Petersburg) - Nikolai Kuljomin ( Toronto Maple Leafs) - Jewgeni Malkin ( Pittsburgh Penguins) - Waleri Nitschuschkin ( Dallas Stars) - Alexander Owetschkin ( Washington Capitals) - Alexander Popow (HK Awangard Omsk) - Alexander Radulow (ZSKA Moskau) - Alexander Sjomin ( Carolina Hurricanes) - Alexander Switow (Ak Bars Kasan) - Wladimir Tarassenko ( St. Louis Blues) - Alexei Tereschtschenko (Ak Bars Kasan) - Wiktor Tichonow (SKA Sankt Petersburg) |

### Eiskunstlauf
| Frauen - Julija Lipnizkaja 5. Platz - Adelina Sotnikowa Gold | Männer - Jewgeni Pljuschtschenko zurückgezogen |

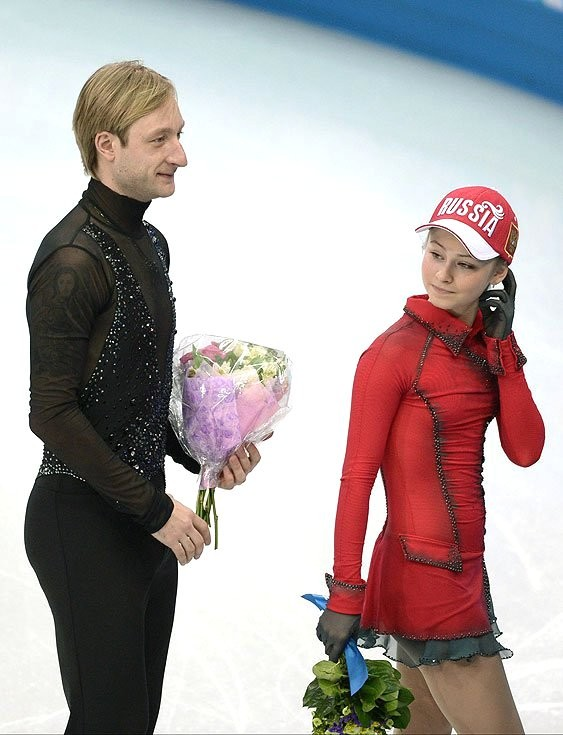
Jewgeni Pljuschtschenko und Julija Lipnizkaja nach dem Gewinn der Goldmedaille im Team-Wettbewerb

| Paarlauf - Wera Basarowa, Juri Larionow 6. Platz - Xenija Stolbowa, Fjodor Klimow Silber - Tatjana Wolossoschar, Maxim Trankow Gold | Eistanz - Jekaterina Bobrowa, Dmitri Solowjow 5. Platz - Jelena Iljinych, Nikita Kazalapow Bronze - Wiktorija Sinizina, Ruslan Schiganschin 16. Platz |

| Teamwettbewerb - Jewgeni Pljuschtschenko - Julija Lipnizkaja - Tatjana Wolossoschar, Maxim Trankow (Kurzprogramm) - Ksenija Stolbowa, Fjodor Klimow (Kür) - Jekaterina Bobrowa, Dmitri Solowjow (Kurztanz) - Jelena Iljinych, Nikita Kazalapow (Kür) Gold |

### Eisschnelllauf

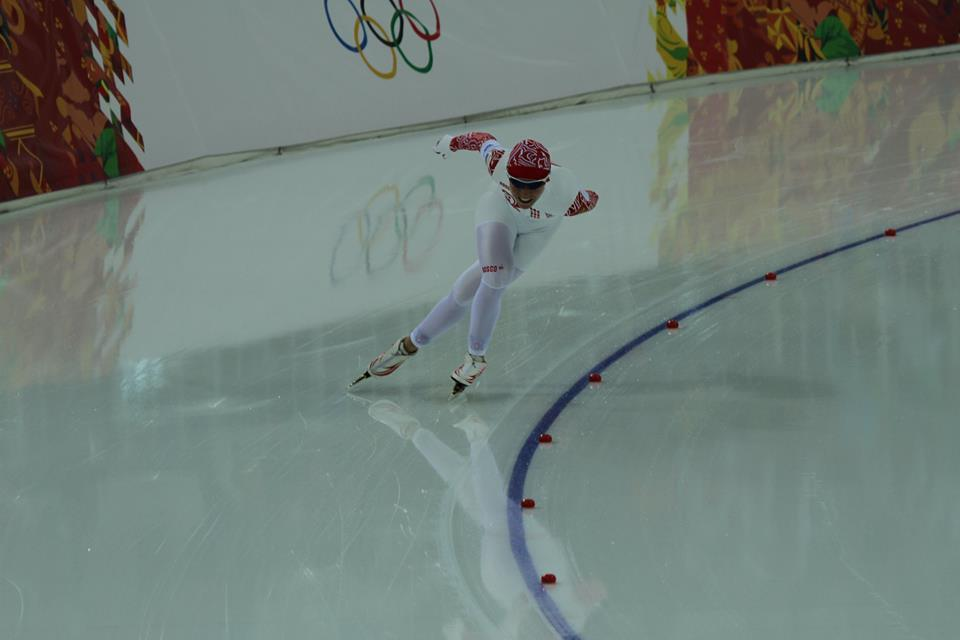
Olga Graf beim Rennen über 3000 m

| Frauen - Olga Fatkulina 500 m: Silber 1000 m: 4. Platz 1500 m: 9. Platz - Angelina Golikowa 500 m: 18. Platz - Jekaterina Lobyschewa 500 m: 25. Platz 1000 m: 20. Platz 1500 m: 8. Platz Teamverfolgung: Bronze - Jekaterina Malyschewa 500 m: 17. Platz - Jekaterina Schichowa 1000 m: 15. Platz 1500 m: 10. Platz 3000 m: 20. Platz Teamverfolgung: Bronze - Julija Skokowa 1000 m: 16. Platz 1500 m: 5. Platz 3000 m: 8. Platz Teamverfolgung: Bronze - Olga Graf 3000 m: Bronze 5000 m: 4. Platz Teamverfolgung: Bronze - Anna Tschernowa 5000 m: 9. Platz | Männer - Dmitri Lobkow 500 m: 23. Platz 1000 m: 27. Platz - Denis Kowal 500 m: 13. Platz - Alexei Suworow 1500 m: 25. Platz - Artjom Kusnezow 500 m: 19. Platz - Igor Bogoljubski 1000 m: 39. Platz - Iwan Skobrew 1500 m: 18. Platz 5000 m: 7. Platz Teamverfolgung: 6. Platz - Jewgeni Serjajew 10.000 m: 9. Platz - Alexander Rumjanzew 5000 m: 11. Platz Teamverfolgung: 6. Platz - Alexei Jessin 500 m: 16. Platz 1000 m: 18. Platz 1500 m: 24. Platz Teamverfolgung: 6. Platz - Denis Juskow 1000 m: 17. Platz 1500 m: 4. Platz 5000 m: 6. Platz Teamverfolgung: 6. Platz |

### Freestyle-Skiing
Frauen
| Skicross - Julija Liwinskaja 11. Platz - Anastassija Tschirzowa 26. Platz | Moguls - Jelena Muratowa 21. Platz - Marika Pertachija 17. Platz - Regina Rachimowa 8. Platz - Jekaterina Stoljarowa 19. Platz | Halfpipe - Natalja Makagonowa 20. Platz - Jelisaweta Tschesnokowa 19. Platz | Slopestyle - Anna Mirtowa 21. Platz | Aerials - Weronika Korsunowa 11. Platz - Alexandra Orlowa 20. Platz - Assol Sliwez 12. Platz |

Männer
| Skicross - Jegor Korotkow 5. Platz - Sergei Moschajew 21. Platz | Moguls - Alexei Pawlenko 16. Platz - Alexander Smyschljajew Bronze - Andrei Wolkow 17. Platz - Sergei Wolkow 28. Platz | Halfpipe - Pawel Nabokich 24. Platz | Slopestyle - Pawel Korpatschow 28. Platz | Aerials - Ilja Burow 16. Platz - Pawel Krotow 10. Platz - Timofei Sliwez 13. Platz |

### Nordische Kombination
- Jewgeni Klimow
- Nijas Nabejew
- Iwan Panin
- Ernest Jachin

### Rodeln
| Frauen - Jekaterina Baturina 11. Platz - Tatjana Iwanowa 7. Platz - Natalja Chorjowa 8. Platz | Männer - Albert Demtschenko Silver - Semjon Pawlitschenko 5. Platz - Alexander Peretjagin 7. Platz | Doppelsitzer - Alexander Denissjew & - Wladislaw Antonow 5. Platz - Wladimir Machnutin & - Wladislaw Juschakow 9. Platz |

### Shorttrack
| Frauen - Tatjana Borodulina 500 m: disqualifiziert 1000 m: 19. Platz 1500 m: DNF 3000 m Staffel: 4. Platz - Walerija Potjomkina-Reznik 500 m: 23. Platz 1500 m: disqualifiziert 3000 m Staffel: 4. Platz - Olga Beljakowa 1000 m: 20. Platz 1500 m: 14. Platz 3000 m Staffel: 4. Platz - Sofja Proswirnowa 500 m: 15. Platz 1000 m: 24. Platz 3000 m Staffel: 4. Platz - Jekaterina Baranok 3000 m Staffel: nicht eingesetzt | Männer - Wiktor Ahn 500 m: Gold 1000 m: Gold 1500 m: Bronze 5000 m Staffel: Gold - Semjon Jelistratow 500 m: 15. Platz 1000 m: 6. Platz 1500 m: 11. Platz 5000 m Staffel: Gold - Wladimir Grigorjew 500 m: 16. Platz 1000 m: Silber 5000 m Staffel: Gold - Dmitri Migunow 5000 m Staffel: nicht eingesetzt - Ruslan Sacharow 5000 m Staffel: Gold |

### Skeleton
| Frauen - Jelena Nikitina: Bronze - Marija Orlowa disqualifiziert - Olga Potylizyna disqualifiziert | Männer - Sergei Tschudinow 5. Platz - Nikita Tregubow 6. Platz - Alexander Tretjakow Gold |

### Ski Alpin
| Frauen - Xenija Alopina - Marija Bedarjowa - Jelena Jakowischina | Männer - Alexander Glebov - Alexander Choroschilow - Sergei Maitakow - Wladislaw Nowikow - Pawel Trichitschew - Stepan Sujew |

### Skilanglauf
| Frauen - Irina Chasowa Skiathlon: 28. Platz - Anastassija Dozenko - Julija Iwanowa - Olga Kusjukowa Skiathlon: 24. Platz - Natalja Matwejewa - Natalja Schukowa Skiathlon: 17. Platz 10 km klassisch: 7. Platz - Jewgenija Schapowalowa - Julija Tschekaljowa Skiathlon: 15. Platz | Männer - Jewgeni Below Skiathlon: 19. Platz - Alexander Bessmertnych 15 km klassisch: 7. Platz - Anton Gafarow - Konstantin Glawatskich 50 km Massenstart: 38. Platz - Dmitri Japarow - Nikita Krjukow - Alexander Legkow Skiathlon: 11. Platz 50 km Massenstart: Gold - Alexei Petuchow - Ilja Tschernoussow Skiathlon: 5. Platz 50 km Massenstart: Bronze - Sergei Ustjugow - Stanislaw Wolschenzew - Maxim Wylegschanin Skiathlon: 4. Platz 50 km Massenstart: disqualifiziert |

### Skispringen
| Frauen - Irina Awwakumowa | Männer - Denis Kornilow - Ilmir Chasetdinow - Michail Maximotschkin - Alexei Romaschow - Dmitri Wassiljew |

### Snowboard
Frauen
| Parallel-Riesenslalom - Jekaterina Iljuchina - Jekaterina Tudegeschewa - Natalja Sobolewa - Aljona Sawarsina | Parallelslalom - Jekaterina Iljuchina - Jekaterina Tudegeschewa - Natalja Sobolewa - Aljona Sawarsina |

Männer
| Parallel-Riesenslalom - Stanislaw Detkow - Waleri Kolegow - Andrei Sobolew - Vic Wild Gold | Parallelslalom - Stanislaw Detkow - Waleri Kolegow - Andrei Sobolew - Vic Wild Gold | Snowboard Cross - Andrei Boldykow - Anton Kopriwiza - Nikolai Oljunin | Slopestyle - Alexei Sobolew | Halfpipe - Nikita Awtanejew - Pawel Charitonow - Sergei Tarassow |